# Dějiny Pruska

Znak Pruska

Dějiny Pruska začínají již před naším letopočtem, když se ve východním Pobaltí usazují Prusové od nichž získalo území svoje jméno. V roce 1226 přišel do Pruska proti pohanským Prusům bojovat Řád německých rytířů, ten však v roce 1525 o území Pruska přišel díky sekularizací území, z něhož bylo utvořeno pruské vévodství, které bylo od roku 1618 spojeno s Braniborskem. V roce 1701 bylo povýšeno na království, jehož se stalo spíše součástí i když neslo jeho jméno. Toto pruské království se v roce 1871 stalo vedoucím státem Německého císařství a po jeho zániku v roce 1918 se Prusko stalo svobodným státem v rámci nové Výmarské republiky. V roce 1947 bylo oficiálně rozhodnutím spojenecké kontrolní komise Prusko zrušeno.

## Pohanské Prusy

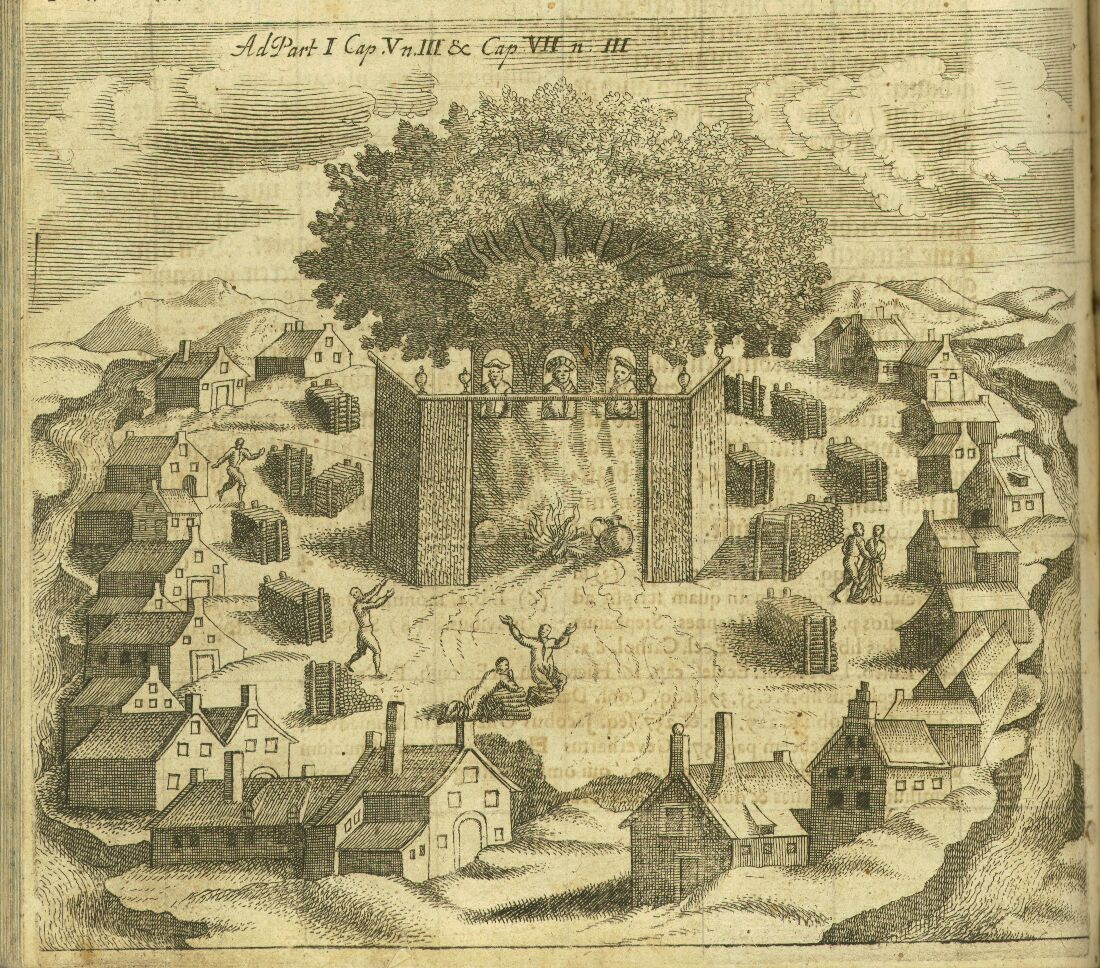
Obrázek chrámu Romuva (Romowe) v pohanském Prusku podle nespolehlivého popisu Simona Grünau

Již v době před naším letopočtem sídlily ve východním Pobaltí (na území dnešního severovýchodního Polska, a Kaliningradské oblasti baltské) kmeny Prusů. Proto neslo toto území ve středověku název Prusy.
Na počátku 1. tisíciletí n. l. se prostřednictvím obchodu s jantarem, nazývaným též „zlatem severu“, dostala obzvláště západnější baltská oblast obývaná Prusy (které Římané nazývali Aistové) do živého kontaktu s okolním světem a středomořskými civilizacemi – jantar byl z baltské oblasti prodáván do Římské říše. Během stěhování národů zůstala baltská oblast uchráněná přímých velkých migračních změn, zničeny však byly předchozí obchodní a kulturní vazby s okolní Evropou.
Za vlády polského knížete Boleslava Chrabrého (vládl 992–1025) se síly Polska zaměřily na podmanění a christianizaci Prusů. Boleslav tak spolupracoval s Otou III. na politickém programu vytvoření univerzální křesťanské monarchie, jejíž součástí mělo být (kromě Německa, Burgundska, Lotrinska a Itálie) i Polsko a zaměřením jeho sil na Prusy sledoval císař Ota III. uvolnění německých sil pro válku v Itálii. Boleslav přesvědčil pražského biskupa Vojtěcha, jenž roku 997 pobýval na jeho dvoře s cílem vydat se na misie k Luticům, aby zvolil za cíl své misie Prusy. Již při prvních setkáních dali Prusové Vojtěchovi ultimátum, že pokud jejich území jakožto nežádoucí misionář neopustí, bude zabit. Vojtěch neuposlechl a poté, co (možná nevědomě) překročil zákaz vstupu do posvátného háje Kunter, do něhož byl vstup zakázán i samotným Prusům, byl 23. dubna 997 chycen, zajat a rituálně zabit, za což je považován za mučedníka.
V letech 1030–1039 využili Prusové a Pomořané oslabení Polska, způsobeného vnitřními boji, protikřesťanským povstáním a následným vojenským nájezdem Čechů vedených knížetem Břetislavem, a podnikli na polské území loupežný nájezd. V následném období konsolidace poměrů v Polsku stáli Prusové a Pomořané na straně Mazovského knížete Maslava v jeho dlouholetém zápasu s Kazimírem I., jenž ale nakonec roku 1047 s přispěním kyjevského knížete Jaroslava Moudrého nad Maslavem a zvítězil.
V období let 1000–1200, tzv. protohistorickém období, někdy charakterizovaném jako druhý zlatý věk Baltů, dochází v Prusku ke vzniku kmenových knížectví, které nahrazují dosavadní rodové instituce. Z menších knížectví se dále formovaly kmenové svazy. Proces proměny pobaltských kmenů (včetně kmenů Pruských) ve větší politické celky probíhal ve srovnání s vývojem většiny Evropy pomaleji, což bylo dáno pozvolnějším tempem hospodářského a sociálního vývoje a geografickou polohou, chránící zdejší obyvatele před agresí mocných sousedů. Svou roli hrála i absence jediné sjednocující ideologie, jakou představovalo v okolní Evropě křesťanství. Na vrcholu společnosti stála vrstva kmenové aristokracie, odlišující se původem i bohatstvím, označovaná v pramenech jako starší (seniores).
Pohanské náboženství se v Prusku a pobaltských zemích udrželo nejdéle v Evropě – na konci 12. století se po podrobení polabských Slovanů stávali pobaltští pohané (Prusové, Estonci, Lotyši, Livonci, Kurové, aj.) výjimečným úkazem, jenž provokoval k aktivitě okolní křesťanskou Evropu. Prusové úspěšně vzdorovali pokusům polských knížat, která už ve 12. století často útočila na pruské země s cílem vnutit jim poplatnou závislost a christianizovat je. Například roku 1166 zahynul na své výpravě proti Prusům sandoměřský kníže Jindřich.
Politickou závislost měla upevnit i christianizace Prusů zahájená roku 1206 z velkopolského cisterciáckého kláštera v Łekně – arcibiskup Henryk Kietlicz byl roku 1214 jmenován papežským legátem v Prusích. Roku 1216 bylo na podporu šíření křesťanství do Pruska založeno zvláštní biskupství v polském Chełmnu – v jeho čele stál cisterciácký mnich Kristián, kterého papež pověřil organizováním křížových výprav proti Prusům. Roku 1217 přešli Prusové do protiútoku a napadli východní Pomoří, Chełmiňsko a Mazovsko. Roku 1218 biskup Kristián vypravil křížovou výpravu, jejíž účastníci se shromáždili ve Slezsku a odtud se vydali do Pruska – o jejím výsledku však není nic známo. Roku 1219 podřídil papež pruské biskupství přímo Římu. Další polské výpravy proti Prusům proběhly v letech 1222 a 1223.
Polský kníže Konrád I. Mazovský neměl dost sil, aby Prusy ovládl a nedokázal čelit ani odvetným pruským nájezdům, které ohrožovaly sám Płock (v centru Mazovska). Proto se pokusil dobýt Pruské země pomocí rytířských řádů. Záměry dobýt Prusko pomoci Řádu Kristových rytířů, zvaného též Řád dobříňských rytířů (založený r. 1208), jemuž Konrád I. Mazovský daroval oblast Dobrzyňska, se však nezdařily. Mazovský kníže Konrád proto v letech 1225–1226 pozval na obranu svého území do země Řád německých rytířů a za závazek obrany pruského pohraničí jim daroval chelmiňskou zemi.

## Pruský řádový stát

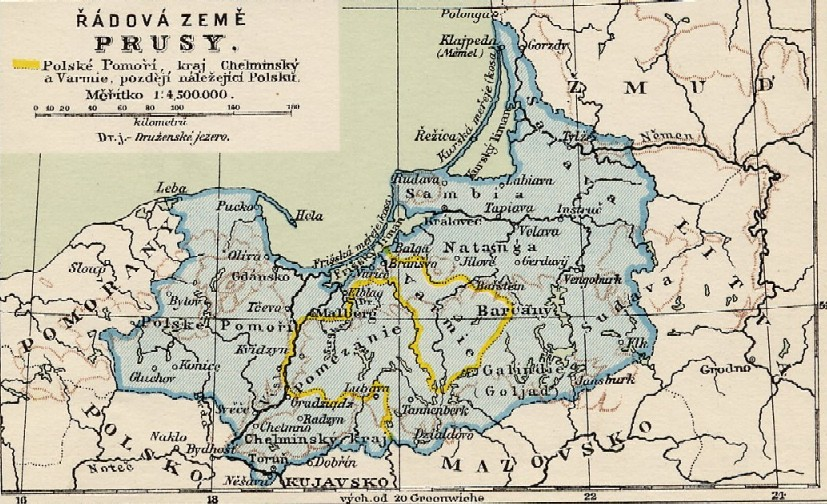
Středověký Pruský řádový stát

Než se Řád německých rytířů v Polsku usadil, dal si potvrdit darování Chełmiňska od císaře Fridricha II., který také v březnu 1226 Zlatou bulou z Rimini přiznal řádu právo říšských knížat a odevzdal mu celé, ačkoli dosud nepodmaněné, Prusko – císař se totiž považoval za majitele veškeré pohanské půdy, která byla vnímána jako půda bez vlastníka. Roku 1228 provedl Konrád slíbenou nadaci Chełmiňska a řád se v ní roku 1230 usadil. Budoucí kořist pruského území si řád rozdělil s chełmnským biskupem Kristiánem tak, že řád obdrží 1/3 půdy a biskupství 2/3. Když však padl Kristián roku 1234 do Pruského zajetí, padělal řád nadační listinu (datovanou r. 1230 v Kruszwici) ve smyslu, že kníže Konrád jim kromě Chełmiňska daroval do vlastnictví i celé Prusko. Na žádost řádu pak ještě roku 1234 prohlásil papež Prusko za "vlastnictví sv. Petra" a daroval je řádu. Roku 1235 Řád německých rytířů do svých řad včlenil Řád dobříňských rytířů a připojil tak Dobrzyňsko ke svým územím.
Roku 1233 zahájily vojska řádu za podpory mazovských knížat systematické dobývání Pruska. Postup proti houževnatě ale rozptýleně vzdorujícím Prusům byl založen na taktice spálené země a postupném budování opěrných bodů – v dobytém území řád budoval hrady a usazoval německé kolonisty (Toruň r. 1233, Kwidzyn r. 1234, Elblag r. 1237 a další). Němečtí osadníci zaplňovali mezery v místní populaci, masakrované během válečných tažení nebo ustupující do ještě nedobytých baltských krajin. Roku 1237 se Řád německých rytířů spojil s Řádem mečových bratří, který operoval v Livonsku (na území dnešního Lotyšska a Estonska). Pruské území se tak dostalo do kleští a bylo během následujících 50 let po částech velmi bezohledně dobyto. Křížových výprav proti Prusům se účastnili i čeští panovníci Přemysl Otakar II. (ten zde zakládá r. 1256 město Královec) a Jan Lucemburský. Na dobytých územích bylo nutné potlačovat vzpoury Prusů, poslední odpor byl zlomen až roku 1295. V Prusku proběhla christianizace a germanizace. Po dobytí Pruska se počet místních obyvatel snížil z 170 000 na 100 000 a v roce 1400 tvořili Prusové polovinu z 270 000 obyvatel Pruska. Pohanské náboženství ustupovalo jen pomalu, přetvářelo se do synkretismu s křesťanstvím, nebo do dvojvěří a přežívalo až do 16. století (např. r. 1520 žádali Prusové velmistra Albrechta, aby mohli hrozící polský vpád zažehnat obětí starým bohům).
Němečtí rytíři se v podmaněném Pruska usídlili a ačkoliv jejich Řádový stát vznikl na polském území a díky polskému privilegiu, stal se státem na Polsku nezávislým, uznával jen svrchovanost císařovu a papežovu, a navíc začal expandovat na úkor křesťanského Polska, jemuž obsazením polského Gdaňskho Pomoří roku 1308 odřízlo přístup k Baltskému moři. Polsko se proto na obranu proti Řádovému pruskému státu spojilo Krevskou unií s pohanskou Litvou (Žmuď) do jednoho státního celku (1385), kterému vládli králové z rodu Jagellonců. Roku 1410 dosáhly polsko-litevské oddíly významného vítězství nad pruskými řádovými vojsky v bitvě u Grunwaldu. Další porážka čekala slábnoucí řád v třináctileté válce s pruskými městy a Polskem (1454–1466).
Poté byl uzavřen druhý toruňský mír, podle jehož ustanovení Polsku připadly Prusy královské (v podstatě pozdější Západní Prusko), s Marienburgem (Malborkem), který byl dosud sídelním městem velmistra řádu, Gdaňskem, Toruní a Elblagem. Hlavním městem zbývajícího řádového území, Prus křižáckých, se stal Königsberg (Královec, založený Přemyslem Otakarem II.) Postavení řádového velmistra v Prusích se stále zhoršovalo, neboť polští králové vůči němu stupňovali své nároky.
V roce 1510 byl velmistrem řádu zvolen Albrecht Braniborský z dynastie Hohenzollernů. O dva roky později byl slavnostně uveden do Königsbergu. Důvodem jeho volby byly příbuzenské vazby na polského krále Zikmunda I. Starého, který byl jeho strýcem. Mezi křižáky a krakovským dvorem tehdy panovaly od uzavření druhého toruňského míru v roce 1466 velmi napjaté vztahy a představitelé řádu se domnívali, že by tak mohli přispět k jejich vylepšení. To se však ukázalo být velkým omylem, neboť ani vztahy mezi Hohenzollerny a jejich polskými příbuznými nebyly dobré.

## Sekularizace, pruské vévodství (1525–1701)

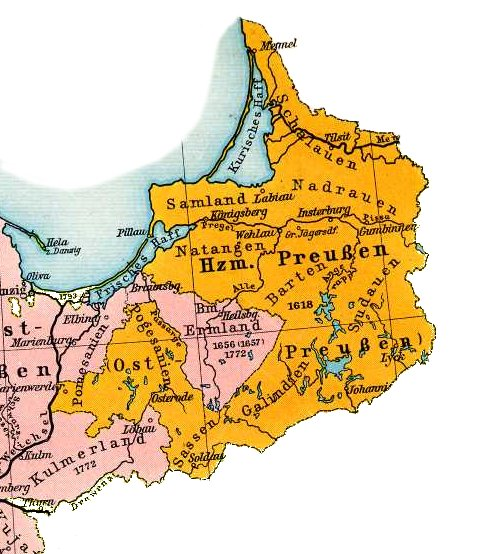
Mapa pruského vévodství

Velmistr Albrecht se jako velmistr bezúspěšně snažil o mírové narovnání mezi řádem a polským králem. Ani válka, které probíhala v letech 1519–1521, nedopadla pro řád dobře. Proto Albrecht vyřešil kritickou situaci svérázným způsobem a to tak, že přijal roku 1525 luteránskou reformaci a prohlásil se za světského vládce dosud řádového území. Prusy knížecí (či křižácké) se poté staly lénem polského krále.
Po smrti vévody Albrechta se pruským vévodou stal jeho syn Albrecht Fridrich, který se po jeho smrti v roce 1568 stal pruským vévodou. Ten však v roce 1577 onemocněl a tak se stal regentem Jiří Fridrich Braniborský z Braniborska-Ansbachu (a Braniborska-Kulmachu), který byl posledním mužským členem nejstarších větví dynastie. Jelikož neměl vévoda Albrecht Fridrich žádné syny, stal se následníkem muž jeho dcery, braniborský kurfiřt Jan Zikmund, který si již před jeho smrtí vzal za ženu jeho dceru Annu Pruskou. Ten se také po jeho smrti stal nakrátko v roce pruským vévodou.

## Spojení Pruska s Braniborskem (1618–1701)
Potom, co se pruským vévodou v roce 1618 stali braniborští kurfiřti, byla vytvořena personální unie mezi Braniborskem a Pruskem, jenž se později přeměnila v unii reálnou, tento celek nesl označení Braniborsko-Prusko. Od té doby již byla politika pruského vévodství omezena na duplicitní s braniborskou.
Tento stát, kde vládli Hohenzollernové byl se silně německým charakterem a hlavním městem se stal Berlín. Na rozdíl od západní části nového státu (Braniborska), se východní část (Prusko) nestala součástí Svaté říše římské národa německého. Během vlády Jiřího Viléma (1619–1640) opakovaně procházela za třicetileté války hohenzollernskými zeměmi řada armád.
„Velký kurfiřt“ Fridrich Vilém (1640–1688) dosáhl zrušení vazalských závazků a 19. září 1657 velavskou smlouvou i zrušení lenního poměru k Polsku, což bylo uznáno 3. května 1660 olivským mírem i ostatními mocnostmi. Ovšem v případě vymření Hohenzollernů však mohla polská koruna nadále využít svých starých práv.

## Pruské království (1701–1918)

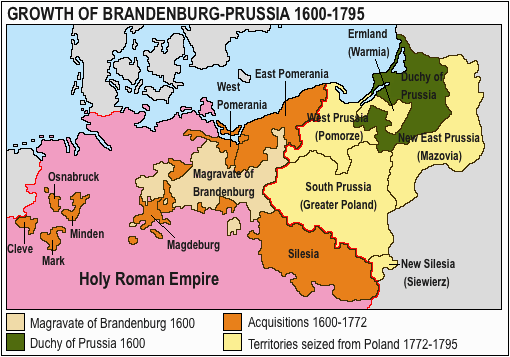
Územní růst Pruska

18. ledna 1701 se pak syn Fridricha Viléma, kurfiřt Fridrich III. prohlásil v Königsbergu, se svolením polského krále a římskoněmeckého císaře,„Králem v Prusku“ jako Fridrich I., čímž založil později velice mocné Pruské království. Všechny vazby na Polsko byly odstraněny. První pruský král byl také poslední, který hovořil plynně polsky. Jeho následníci hovořili plynně francouzsky a německy. Podrobnosti o přijetí královského titulu viz zde.
V rámci Pruského království bylo de jure pruské vévodství povýšeno na království, ale de facto se stalo spíše vedlejší zemí nazývanou jako "Staré Prusko", jelikož za pruské království byly považovány všechny državy braniborských Hohenzollernů, jejichž centrem se stalo přirozeně Braniborsko. O čemž svědčí i to že hlavním městem nového království se stal Berlín ležící v Braniborsku, dalo by se říct že Hohenzollernové Pruska využili, aby získali královskou hodnost, která pro ně jako braniborská markrabata byla téměř nedosažitelná.
Prusko pak ve slezských válkách v letech 1740–1745 získalo od Habsburské monarchie většinu Slezska s původně českým Kladskem. Tento zisk pak dokázalo ubránit v další sedmileté válce, kde bojovalo proti koalici Habsburské monarchii, Francie a Ruska. To byl počátek mocenského vzestupu Pruska, které se stalo jedním z nejdůležitějších evropských států. V této době vytvořilo Prusko nejen skvěle vycvičenou armádu, ale také efektivní úřednický aparát.
V letech 1772–1795 se pak Prusko zúčastnilo trojího dělení Polska a získalo tak rozsáhlá území na východě (Varmii, Západní Prusko, Chelmiňsko, Notečsko – Netzedistrikt, Velkopolsko, Kujavsko, Siradzko, Leczycko část Podlesí, a západní a severní Mazovsko včetně Varšavy), kde pak postupně vzniklo Západní Prusko, Nové Východní Prusko a Jižní Prusko.

## Prusko za napoleonských válek

Pruské království po roce 1818

V období napoleonských válek ztratilo Prusko v bojích proti Napoleonovi a jeho spojencům, rozsáhlá území na západě i východě, což si však po porážce Francie vykompenzovalo na Vídeňském kongrese, kde získalo západní část varšavského velkoknížectví, na níž vytvořilo vzniklo velkovévodství Poznaňsko, severní polovinu Saska včetně Dolní Lužice a severovýchodní poloviny Horní Lužice, a celé Porýní a Vestfálsko. Od Švédska pak smlouvou ze 4. června 1815 získalo severní část Předních Pomořan včetně Rujány. 8. června 1815 pak Prusko spolu s Rakouskem a ostatními německými státy vytvořilo Německý spolek, k němuž však nepatřily jeho 3 nejvýchodnější provincie Poznaňsko, Západní Prusko a Východní Prusko.

## Zápas o Šlesvicko-Holštýnsko
Prusko bylo v letech roku 1851 poraženo Dánskem v prusko-dánské válce (1848-1851), v níž chtělo Prusko ovládnout Dánskem kontrolované Šlesvicko s početnou německou menšinou. Roku 1863 pak bylo Šlesvicko začleněno přímo do Dánska, což bylo zjevným porušením Londýnského protokolu z roku 1851, v němž se Dánsko mimo jiné zavázalo ponechat Šlesvicku jeho práva. Důsledkem byla následující německo-dánská válka roku 1864 pak Prusko s Rakouskem a ostatními německými státy bojovalo proti Dánsku, které chtělo oddělit jím ovládané Holštýnsko a Lauenbursko od Německého spolku (Dánský král byl v rámci personální unie také vévodou Šlesvicka-Holštýnska, ale Holštýnsko bylo spolu s Lauenburskem na rozdíl od severnějšího Šlesvicka členem Německého spolku) a začlenit je do Dánska. V této válce bylo Dánsko poraženo, Šlesvicko se stalo prusko-rakouským kondominiem, Holštýnsko získalo Rakousko a Lauenbursko s titulem vévodství, Prusko.

## Prusko-rakouská válka

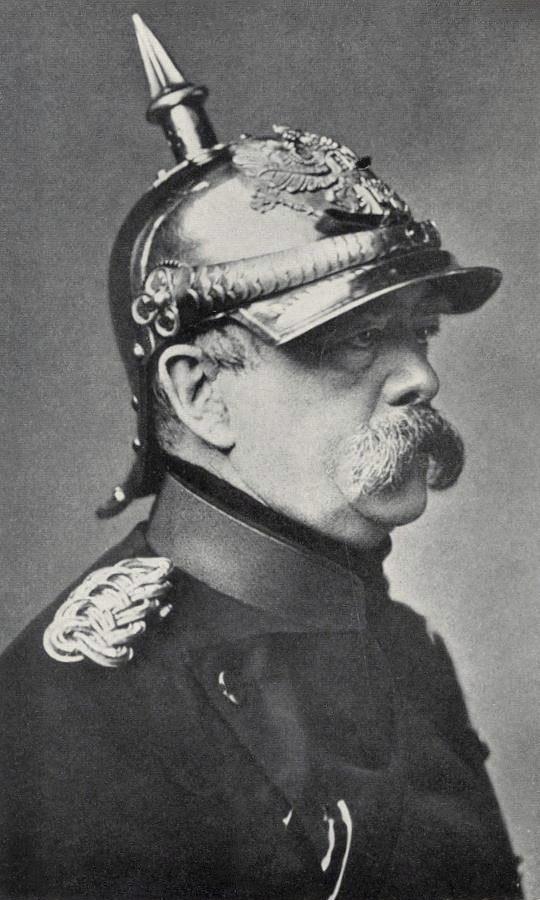
pruský kancléř Otto von Bismarck

Spor s Rakouskem o vedoucí úlohu v Německém spolku a o Šlesvicko-Holštýnsko pak vedl roku 1866 k prusko-rakouské válce, v níž bylo Rakousko a jeho spojenci poraženi. Prusko pak kromě anexe celého Šlesvicka-Holštýnska anektovalo rozsáhlá území rakouských spojenců Království Hannoverského, Kurfiřtství Hesenského a Vévodství Nasavského.
V anexi dalšího rakouského spojence království Saského mu zabránilo negativní stanovisko Rakouska a Francie, a Sasko bylo postiženo „pouze“ vysokými reparacemi. Další rakouští spojenci království Bavorské a Velkovévodství Hesenské musely postoupit Prusku menší okrajová území. Velkovévodství Hesenské ztratilo okres Biedenkopf, západní část okresu Giessen a nedávno získané Hesensko-Hombursko. Bavorsko bylo nuceno odstoupit Prusku okrajová území ve Francích (okres Gersfeld a část území východně od hesenského města Gelnhausen).
Pruské zisky v této oblasti jsou dobře vidět srovnáním map 1 a 2. Na získaných územích poté Prusko vytvořilo provincie Hannoversko, Hesensko-Nasavsko a Šlesvicko-Holštýnsko.
Prusko se pak stalo zakládajícím spolkovým státem Severoněmeckého spolku, který byl pod jeho hegemonií a v němž mu patřila většina území a až do konce první světové války pak už mělo stejný rozsah.

## Prusko-francouzská válka a sjednocení Německa

Prusko (modře) jako největší stát Německého císařství

V letech 1870–1871 pak Prusko po boku dalších německých států bojovalo proti Francii v prusko-francouzské válce. Po pruském vítězství v tomto konfliktu se 18. ledna 1871 Prusko stalo největší spolkovou zemí nově založeného Německého císařství s oficiálním názvem Německá říše.
V rámci Německého císařství mělo Pruské království (opět) hegemonii, jež byla zaručena již tím, že podle ústavy byl pruský král dědičnými předsedou (německé říše) s titulem německého císaře a zároveň byl i pruský ministerský předseda německým spolkovým kancléřem, takže mezi Pruskem a Německým císařstvím byla takzvaná reálná unie.
V důsledku německé porážky v první světové válce se v listopadu 1918 úplně vyčerpané Německo vzdalo. Následně vypukla v Berlíně, takzvaná listopadová či německá revoluce, jež se rozšířila po celém Německém císařství. Jejím důsledkem bylo, že byly zrušeny či padly všechny německé monarchie včetně Německého císařství a samotného pruského království. A právě po převratu z 9. listopadu 1918, v němž se vyznamenali i pruští důstojníci a jenž se stal koncem monarchie, pojal císař Vilém II. v posledním okamžiku v rámci Německa státoprávně nerealizovatelnou, ale z historického hlediska správnou myšlenku vzdát se císařského titulu, nikoliv ale pruské koruny. Nakonec se ale pod tlakem událostí vzdal obou, čímž ukončil pětisetleté panování Hohenzollernů v Braniborsku , třísetletého v Prusku a padesátiletého v Německu.

## Svobodný stát Prusko (1918–1947)
A tak po pádu monarchie roku 1918, v rámci Výmarské republiky vznikl Svobodný stát Prusko (Freistaat Preussen). V důsledku Versailleského míru ztratilo Prusko rozsáhlá území na východě, severu a západě, tj. ve prospěch Belgie, Dánska, Polska, Litvy a Československa. Paradoxní je, že 30 let po svržení monarchie v Prusku byl bývalý silný pruský stát rozhodnutím spojenecké kontrolní komise zcela zrušen.
Obnovená Litva získala severní část Východního Pruska; obnovené Polsko většinu Západního Pruska a Poznaňska, nepatrnou část Východního Pruska a část Slezska; Československo pak získalo Hlučínsko.
Na západě pak Belgie získala Eupen a Malmédy, na severu získalo Dánsko část Šlesvicka (dnešní dánský okres Jižní Jutsko). Gdaňsk s okolím se stal samostatným státem (Svobodné město Gdaňsk) pod patronací Společnosti národů. Část Porýní se stala součástí Sárska. V letech 1921 a 1929 byl pak do Pruska ve dvou fázích začleněn Svobodný stát Waldeck-Pyrmont.

## Nacistická éra
Po nástupu Hitlera k moci a následné centralizaci Německa, byl pak Svobodný stát Prusko přeměněn v rámci Třetí říše v pouhou zemi (Land Preussen), zbavenou veškeré autonomie. I nadále zde však až do konce druhé světové války fungovala formální zemská vláda. Na základě zákona „o Velkém Hamburku a dalších územních úpravách“ byl 1. dubna 1937 k Prusku připojen Lübeck, dosud oldenburské exklávy Lübeck a Birkenfeld, hamburská exkláva Cuxhaven jakožto i několik exkláv Meklenburska.
Z toho Lübeck, Utinské knížectví a několik meklenburských exkláv byly začleněny do Šlesvicka-Holštýnska; Birkenfeld do Porýní; Cuxhaven do Hannoverska; dvě meklenburské exklávy do Braniborska. Naopak Wilhelmshaven byl předán Oldenbursku; řada obcí v okolí Hamburku byla připojena k Hamburku; exkláva pruské provincie Pomořan, Zetemin byla spolu s několika malými exklávami Braniborska předána Meklenbursku. V souvislosti s výboji Třetí říše pak byly během druhé světové války k Prusku dočasně připojeny velké části Polska (Západní Prusko, Poznaňsko, Gdaňsk, Klajpeda, polská část Slezska, severní část Mazovska, Hlučínsko a jiná území).

## Zánik Pruska
Po skončení druhé světové války bylo Prusko Postupimskou dohodou rozděleno (bez území východně od linie Odra-Nisa, která získala Polsko a SSSR) mezi 4 spojenecké okupační zóny a v jejich rámci pak bylo Prusko spojenci, v rámci následné decentralizace poválečného Německa, rozděleno mezi nově vytvořené země. Formálně pak Pruský stát existoval až do 25. února 1947, kdy byl rozhodnutím spojenecké kontrolní komise zrušen.